# Carl Streckfuss
Adolf Friedrich Carl Streckfuss (20. september 1779 i Gera—26. juli 1844 i Berlin) var en tysk digter og oversætter. 
Streckfuss studerede jura 1797—1800 i Leipzig, levede en tid i Triest og Wien, senere som advokat i Zeitz, blev 1807 sekretær ved stiftsregeringen sammesteds, 1812 i Dresden. I 1819 udnævntes han til overregeringsråd i Berlin og blev 1840 medlem af statsrådet. Hans egne arbejder — Gedichte (1804), eposset Ruth, tragedien Belmonte, romanerne Klementine Wallner og Julie von Lindau, Erzählungen og Neuere Dichtungen — hæver sig ikke højt, men ved sine oversættelser fra italiensk (Ariostos Rasender Roland, Tassos Befreites Jerusalem og Dantes Göttliche Komödie) vandt han et anset navn. Hans søn Adolf Streckfuss (1823-95) har især skrevet historiske romaner. Blandt dem mærkes Friedrich der Erste und die Quitzows (1859) og Die von Hohenwald.